# Будемо жити!
«Будемо жити!» (рос. Будем жить!) — українська комедійна стрічка 1995 року режисера Дмитра Томашпольського, головну роль в якій виконав Тарас Денисенко.

## Синопсис
Головний герой знаходить щире кохання вже після смерті, у потойбічному світі, що нагадує радянський «будинок відпочинку». 
Проте його смерть виявляється клінічною, тому потрібно повертатися у реальне життя, де вже дуже багато чого змінилося.

## У ролях
| Актор                | Роль                                       |
| -------------------- | ------------------------------------------ |
| Тарас Денисенко      | Максим, головна роль                       |
| Ізабель Нжойя        | Ізабель, кохана Максима                    |
| Регімантас Адомайтіс | черговий у потойбічному світі              |
| Юрій Євсюков         | чоловік у потойбічному світі               |
| Віктор Іллічов       | чоловік у потойбічному світі               |
| Світлана Тома        | жінка у потойбічному світі                 |
| Віталій Розстальний  | чоловік у потойбічному світі               |
| Людмила Арініна      | жінка у потойбічному світі                 |
| Ольга Аросєва        | мати померлого                             |
| Борислав Брондуков   | лікар                                      |
| Зоя Буряк            | дружина Максима                            |
| Маргарита Криницина  | свекруха Максима                           |
| Володимир Абазопуло  | коханець дружини Максима                   |
| Ганна Левченко       | санітарка                                  |
| Наталя Гебдовська    | епізодична роль                            |
| Борис Александров    | епізодична роль                            |
| Леонід Куравльов     | епізодична роль                            |
| Олена Лицканович     | епізодична роль, у титрах: Олена Оглобліна |
| Наталя Роскокоха     | епізодична роль                            |
| Ольга Зубченко       | епізодична роль                            |
| Максим Миленко       | епізодична роль                            |
| Жан-Жак Пенда        | епізодична роль                            |

## Творчий колектив
- Сценарист і режисер-постановник: Дмитро Томашпольський
- Оператор-постановник: Сергій Борденюк
- Художники-постановники: Олена Дем'яненко, Наталя Клісенко
- Художники по костюмах: Наталя Корецька, Людмила Сердінова
- Художники по гриму: Галина Тишлек, Людмила Семашко
- Композитор: Ігор Миленко
- Режисер монтажу: Вероніка Ареф'єва
- Звукооператор: Володимир Сулімов
- Режисер: Михайло Шаєвич
- Художник-декоратор: В. Заруба
- Продюсер: Володимир Ціцкішвілі
- Директор картини: В. Антонченко